# هندریکس (اکلاهما)
هندریکس(به انگلیسی: Hendrix) شهری در ایالت اکلاهما کشور ایالات متحده آمریکا است که جمعیت آن در سرشماری سال ۲۰۱۰ میلادی، ۷۹ نفر بوده‌است.